# Grzegorz Hołdanowicz
Grzegorz Hołdanowicz (ur. 7 września 1968 w Warszawie, zm. 23 grudnia 2011 tamże) – polski dziennikarz, zajmujący się tematyką militarną.

## Życiorys
Studiował na Wydziale Mechanicznym Energetyki i Lotnictwa Politechniki Warszawskiej. Był instruktorem Związku Harcerstwa Rzeczypospolitej w stopniu harcerza Rzeczypospolitej (1992).
W latach dziewięćdziesiątych XX wieku był współpracownikiem tygodnika „Polska Zbrojna”, od 1999 po przejściu do Agencji Lotniczej Altair stał się współtwórcą i długoletnim redaktorem naczelnym miesięcznika informacyjno-analitycznego poświęconego szeroko pojętej obronności „RAPORT – Wojsko Technika Obronność”, jak również współpracownikiem wydawanego przez Altair magazynu lotniczego „Skrzydlata Polska”. Hołdanowicz publikował także w prestiżowych wydawnictwach IHS Jane’s m.in. „Jane’s Defence Weekly”, „Jane’s International Defence Review” i „Jane’s Missiles & Rockets”.
Jego nazwisko, jak wiele innych, pojawia się w załączniku nr 16 pt. „Zidentyfikowane osoby współpracujące niejawnie z żołnierzami WSI (…)” do kontrowersyjnego „Raportu o działaniach żołnierzy i pracowników WSI (…)”; według tego dokumentu miał on oferować oficerom WSI łamy prowadzonego przez siebie pisma.
Zmarł po ciężkiej chorobie. Pozostawił żonę i dwie córki.
W 2011 został pośmiertnie odznaczony, na wniosek Ministra Obrony Narodowej, Złotym Krzyżem Zasługi.

## Publikacje
- Marynarka Wojenna RP (współautor, 1997)[6]
- Wojska Lotnicze i Obrony Powietrznej (współautor, 1997)[6]
- MIG 23 MF (współautor, 1992)[6]